# Sigismund van Brandenburg
Sigismond van Brandenburg (Berlijn, 11 december 1538 - Halle 13 september 1566) was prins-aartsbisschop van Maagdenburg en prins-bisschop van Halberstadt. Hij regeerde van 1552 tot zijn dood.

## Biografie
Sigismund was een zoon van keurvorst Joachim II Hector van Brandenburg uit zijn tweede huwelijk met Hedwig van Polen, een dochter van koning Sigismund I van Polen.
In Maagdenburg was Sigismond de laatste door de paus aangestelde aartsbisschop; zijn opvolgers waren administrators van de Evangelische Kerk.
- Gemeinsame Normdatei: 129822752
- International Standard Name Identifier: 0000 0001 3992 9675
- Nationale Bibliotheek van Polen: a0000002429109
- Nederlandse Thesaurus van Auteursnamen: 071296018
- Système universitaire de documentation: 113308388
- Virtual International Authority File: 190753205
- WorldCat: E39PBJymwG6XH8vpmH33DvmmVC